# NGC 2544
NGC 2544 este o galaxie spirală situată în constelația Girafa. A fost descoperită în 7 septembrie 1885 de către Lewis A. Swift.